# Globální síť
Globální síť je jakákoliv komunikační síť, která se rozprostírá po celé Zemi. Termín, který je používán v tomto článku, referuje o restriktivnějším způsobu obousměrných komunikačních sítí a technologických sítí. Dřívější sítě, jako mezinárodní pošta a jednosměrné komunikační sítě, jako jsou rádio a televize, jsou popsány jinde.
První globální síť byla založena pomocí elektrické telegrafie a globální rozsah byl dosažen v roce 1899. Telefonní síť byla druhá, která dosáhla globálního statusu v 50. letech dvacátého století. V poslední době vzájemné propojené sítě IP (hlavně internet, který měl v roce 2014 odhadovaný počet 2.5 miliard uživatelů po celém světě) a GSM mobilní komunikační síť (s více než 6 miliardami uživatelů po celém světě v roce 2014) tvoří největší globální sítě ze všech.
Vytváření globálních sítí vyžaduje nesmírně nákladné a zdlouhavé úsilí trvající desítky let. Musí být uvedena do provozu komplikovaná propojení, přepínací a směrovací zařízení, nainstalovány fyzické nosiče informací, jako jsou pozemní a podmořské kabely a pozemní stanice. Kromě toho zahrnují mezinárodní komunikační protokoly, právní předpisy a dohody.
Globální sítě by se také mohly odkazovat na sítě individuí (např. vědců), komunit (např. měst) a organizací (např. občanských společností ), které by mohly být vytvořeny pro řízení, zmírňování a řešení globálních problémů.